# Santiago-Galapagosratte
Die Santiago-Galapagosratte (Nesoryzomys swarthi) ist ein auf den Galapagosinseln endemisches Nagetier in der Familie der Wühler. Die Population wurde zeitweilig in die Indefatigable-Galapagosratte (Nesoryzomys indefessus) als Synonym eingefügt. Der Artzusatz im wissenschaftlichen Namen ehrt den US-amerikanischen Zoologen Harry Schelwald Swarth. Santiago ist ein anderer Name für San Salvador.

## Merkmale
Diese recht große Galapagos-Reisratte erreicht eine Kopf-Rumpf-Länge von 110 bis 190 mm, eine Schwanzlänge von 100 bis 163 mm und ein durchschnittliches Gewicht von 106 g für Männchen sowie 82 g für Weibchen. Die Hinterfüße sind 29 bis 40 mm lang und die Länge der Ohren liegt bei 19 bis 25 mm. Typisch ist braunes bis schwarzbraunes Fell auf der Oberseite und etwas helleres Fell unterseits. Die Santiago-Galapagosratte hat einen weißlichen Fleck hinter jedem Ohr und der Schwanz ist gut behaart. Er hat ebenfalls eine etwas hellere Unterseite. In der Mitte des Schwanzes sind weniger Haare vorhanden und die Schuppen sind sichtbar. Am Ende kommt eine kurze Quaste vor. Die Art hat weiße Beine und Füße. Bei Weibchen sind acht paarig angeordnete Zitzen vorhanden.

## Verbreitung und Lebensweise
Dieses Nagetier lebt endemisch auf San Salvador im Zentrum der Galapagosinseln. Sie hält sich in tieferen Bereichen der Insel auf, die mit Gras und stachligen Sträuchern bewachsen sind. Notwendig scheint das Vorhandensein von Opuntia galapageia. Andere typische Gewächse sind Bursera graveolens (Balsambaumgewächse) und Croton scouler (Wolfsmilchgewächse).
Die Nahrung besteht in der Regenzeit aus Opuntienfrüchten und in anderen Zeiten werden zusätzlich andere Früchte gefressen. Die nachtaktive Santiago-Galapagosratte ruht am Tage in Felsspalten und natürlichen Erdlöchern. Die 2 bis 8 Hektar großen Reviere der Männchen überlappen sich mit mehreren Territorien von Weibchen. In Gebieten mit vielen eingeschleppten Hausratten und Hausmäusen werden fast ausschließlich Opuntienfrüchte gefressen. Laut wenigen Beobachtungen findet die Fortpflanzung hauptsächlich in der Regenzeit zwischen Januar und April statt. Weibchen können einen zweiten Wurf im Jahr haben. Ein Wurf enthält 2 bis 4 Neugeborene. Die gewöhnliche Lebensdauer liegt bei 200 Tagen. Unter günstigen Bedingungen können Weibchen etwas älter als zwei Jahre alt werden und Männchen leben bis zu einem Jahr.

## Gefährdung und Entdeckungsgeschichte
Die Konkurrenz zu Hausratten und Hausmäusen wirkt sich negativ aus. Alle Reviere zusammen decken eine Fläche von 636 km². Die IUCN listet die Art als gefährdet (vulnerable).
Die ersten Exemplare wurden 1906 gefangen, doch die wissenschaftliche Erstbeschreibung wurde erst 1938 verfasst. Zu diesem Zeitpunkt galt die als Santiago-Galapagosratte ausgestorben. Der Fund eines Schädels 1965 ließ den Erhalt der Art erhoffen. Im Jahr 1997 wurden mehrere Exemplare von Nationalparkmitarbeitern wiederentdeckt.